# Jysk
JYSK Holding ili samo JYSK ['jusk] je danski trgovački lanac, koji prodaje namještaj, krevetninu i ostale opreme za kućanstvo. Osnovana 1979. pod imenom Jydsk Sengetøjslager.
U Hrvatskoj je svoju prvu trgovinu otvorio 2009. u Zadru, a danas broji 40 poslovnice. Danas Grupacija JYSK obuhvaća oko 2100 trgovina u 51 državi diljem svijeta.
Ime Jysk znači pridjev "jilandski", po poluotoku Jyllandu.